# Mulhouse Basket Agglomération
Maillots
Actualités
Le Mulhouse Basket Agglomération (MBA) est un club français de basket-ball basé à Mulhouse et évoluant en Nationale 1 (3e division du championnat de France).

## Historique
À l'issue d'une saison catastrophique, le 16 février 2018, le FC Mulhouse Basket est placé en redressement judiciaire mais peut malgré tout continuer le championnat de Nationale 2.
À l'été 2018, le club mulhousien s'associe avec son voisin pfastattois mieux classé (l'ASSM Pfastatt - l'AS Saint-Maurice Pfastatt) pour former le Mulhouse Pfastatt Basket (MPBA) et ainsi continuer son parcours en Nationale 2,. Entraîneur de l'ASSM Pfastatt depuis 2014, Jean-Luc Monschau redevient l'entraîneur du club mulhousien après 27 ans. Le club est co-présidé par Antoine Linarès et Bertrand Taczanowski.
Les résultats de la saison 2018-2019 permettent au club de monter en Nationale 1.
En mai 2020 le MPBA devient le Mulhouse Basket Agglomération (MBA). Le club se donne pour objectif de faire partie du haut de tableau de Nationale 1 et à terme de monter en Pro B. L'association devient ainsi une SASP (Société anonyme sportive professionnelle) pour se professionnaliser et devenir indépendant fiscalement, juridiquement et statutairement. Antoine Linarès en est le président.
Les équipes amateurs mulhousiennes continuent de jouer sous le nom de Mulhouse Pfastatt Basket Association; une de leurs équipes évolue en Nationale 3 en Poule K, la « Mulhouse Pfastatt Basket Association - II » (MPBA - II), et est entraîné par Laurent Minnig.
Pour la saison 2021-2022, Jean-Luc Monschau devient le directeur technique et sportif (de la section amateur) du club et cède sa place d'entraîneur à Lauriane Dolt. Lauriane Dolt est l'ancienne adjointe de l'entraîneur de Vincent Collet à la SIG Strasbourg où elle a travaillé pendant douze ans; elle a aussi été entraîneur de l'équipe Espoirs de la SIG et a été distinguée comme entraîneur de l'année en 2014. Son adjoint au MBA est un ancien collègue de la SIG : Terrick Nerome, qui a été « plus de dix ans à la SIG comme préparateur physique (pros et formation), coordinateur sportif des pros et assistant-coach des Espoirs ».

## Palmarès
- Trophée Coupe de France 2019

## Bilan saison par saison
| Mulhouse Basket Agglomération |          |                  |                                                                      |              |                 |                                |                                |
| Saison                        | Division | Classement       | V - D                                                                | Play-offs    | Coupe de France | Autres compétitions nationales | Autres compétitions nationales |
| 2018-2019                     | NM2      | 1er/14 (poule D) | 24-2                                                                 | Quatrième    | -               | Trophée Coupe de France        | Champion                       |
| 2019-2020                     | NM1      | 8e/14 (poule B)  | 13-13                                                                | Annulés      | 32e de finale   | -                              | -                              |
| 2020-2021                     | NM1      | 5e/14 (poule B)  | 15-11                                                                | Annulés      | 32e de finale   | -                              | -                              |
| 2021-2022                     | NM1      | 8e/10 (Poule A)  | 7-11                                                                 | Finaliste    | 32e de finale   | -                              | -                              |
| 2022-2023                     | NM1      | 7e/10 (Poule A)  | 8-10                                                                 | 8e de finale | 64e de finale   | -                              | -                              |
| 2023-2024                     | NM1      | 1er/10(Poule B)  | 12-6\| align="center" \| 1/2 finale\| align="center" \|32e de finale | -            | -               |                                |                                |

## Joueurs et personnalités du club

### Entraîneurs successifs
- 2018-2021 :  Jean-Luc Monschau
- 2021- 2024 :  Lauriane Dolt
- 2024 - en cours : Frank KUHN